# Pfarrkirche Obersulz

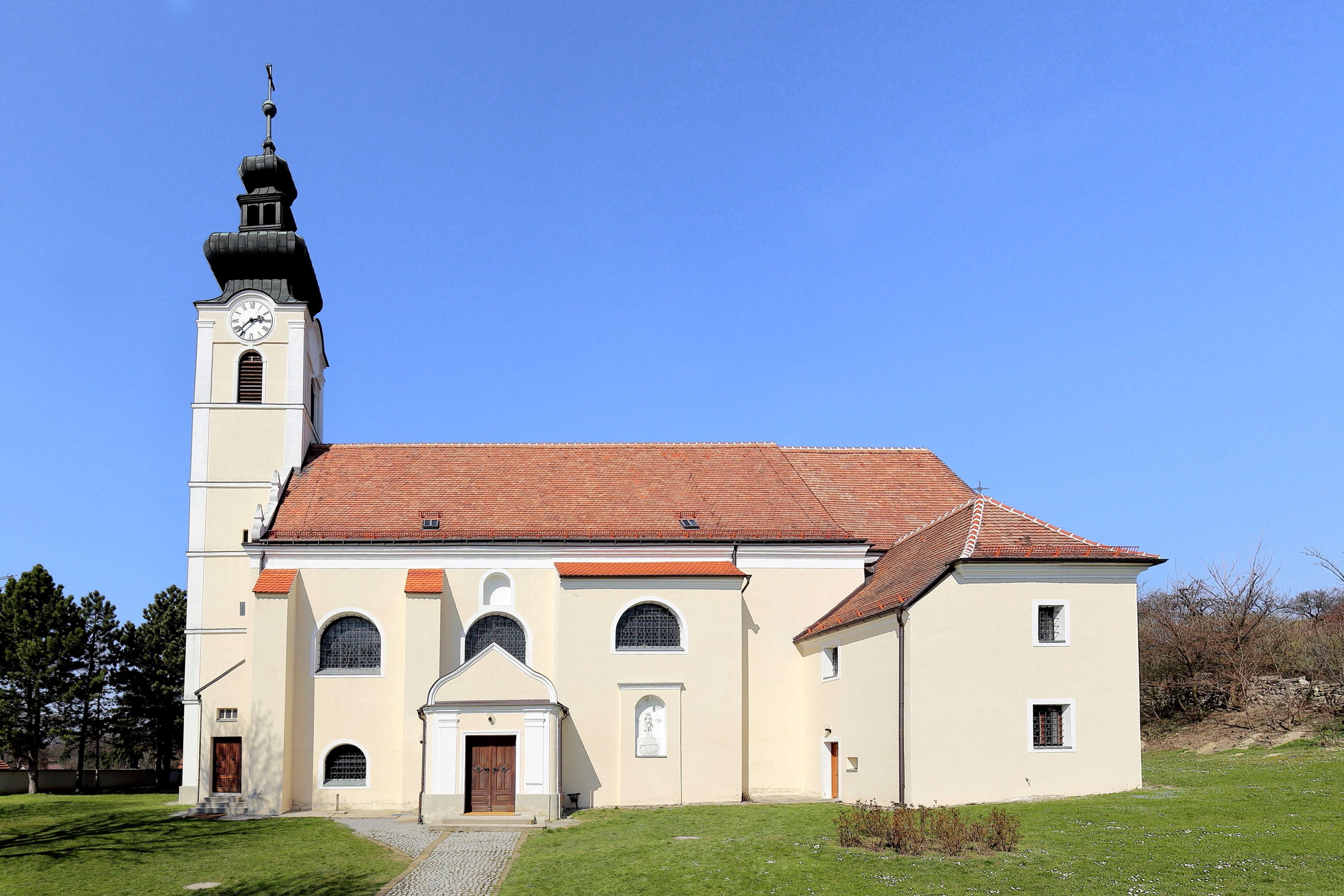
Katholische Pfarrkirche hl. Martin in Obersulz

Die römisch-katholische Pfarrkirche Obersulz steht erhöht im Westen der Ortschaft Obersulz in der Gemeinde Sulz im Weinviertel im Bezirk Gänserndorf in Niederösterreich. Die dem Patrozinium des hl. Martin von Tours unterstellte Pfarrkirche gehört zum Dekanat Mistelbach-Pirawarth im Vikariat Unter dem Manhartsberg der Erzdiözese Wien. Die Kirche steht unter Denkmalschutz (Listeneintrag).

## Geschichte
Die Kirche wurde von 1661 bis 1667 gemeinsam mit dem Pfarrhof erbaut und war ursprünglich von einem Friedhof umgeben.
Die Pfarre wurde 1235, dem Benediktinerabtei Michaelbeuern inkorporiert, errichtet.

## Architektur
Der bemerkenswert einheitliche mächtige barocke Kirchenbau mit einem hohen Westturm bildet mit dem Pfarrhof in einer weitläufig ummauerten Anlage ein Bauensemble.
Das Kirchenäußere zeigt einen hohen sechsgeschoßigen vorgestellten Westturm mit Pilastergliederung und Kordonbändern, rundbogigen Schallfenstern und einem Zwiebelhelm. Die Westfront hat ein schweres Gesims und einen steilen vasenbekrönten Giebelanlauf. Das hohe Langhaus unter einem mächtigen Satteldach hat zwischen kräftigen Strebepfeilern Lunettenfenster und im dritten Joch eine querschiffartige Erweiterung. Der eingezogene Chor hat einen runden Schluss, Strebepfeiler und Rundfenster. Am südlichen Chorwinkel steht eine zweigeschoßige Sakristei mit einer barocken Vorhalle aus dem 18. Jahrhundert. Südlich des Langhauses gibt es am zweiten Joch ein Portal mit einer im Grundriss verzogenen Vorhalle.
Im Kirchhof stehen Steinfiguren der Heiligen Florian, Sebastian und Maria Immaculata aus der Mitte des 18. Jahrhunderts.
Das Kircheninnere zeigt ein vierjochiges Langhaus unter einem Tonnengewölbe mit Stichkappen und Putzfeldergliederung auf kräftigen Wandpfeilern, das dritte Joch ist querschiffartig erweitert. Die hölzerne Orgelempore hat eine vorgezogene Mitte auf Stützen, die Brüstung zeigt musizierende Putti aus dem 18. Jahrhundert. Der etwas schmälere leicht erhöhte Chor ist zweijochig mit Stichkappentonnen mit Putzfeldergliederung, der runde Schluss hat Stichkappen. Die südliche Sakristei hat eine Kreuzgratgewölbe und darüber ein Oratorium.

## Einrichtung
Der breite Hochaltar aus 1671/1672 wurde im dritten Viertel des 18. Jahrhunderts verändert, er hat einen zweigeschoßigen Aufbau mit Opfergangsportalen, er zeigt das Altarblatt Aufnahme des hl. Martin in den Himmel von Zehentner um 1760, er trägt die Figuren der Heiligen Ulrich und ein Bischof, und zeigt im Auszug das Bild hl. Rosalia 1860 und trägt im Auszug die Figuren Erzengel Gabriel, Benedikt, Scholastika, Erzengel Raphael, bekrönt vom Erzengel Michael. Der reiche Tabernakel mit einer Erlöserfigur und adorierenden Engeln entstand in der zweiten Hälfte des 18. Jahrhunderts.
Die Seitenaltäre aus 1777 sind aus Adneter Marmor, der linke Seitenaltar zeigt das Altarblatt hl. Leopold um 1860 und im Auszug das Bild hl. Barbara und trägt die Figuren der Heiligen Laurentius und Georg, der rechte Seitenaltar zeigt das Altarblatt hl. Florian um 1860 und im Auszug das Bild Schutzengel und trägt die Figuren der Heiligen Sebastian und Rochus. In der rechten Langhausnische gibt es den Marienaltar als schlichten Säulenaltar aus dem Anfang des 18. Jahrhunderts, aus der Pfarrkirche Spannberg hierher übertragen, er zeigt über dem Tabernakel ein Gnadenbild als Kopie von Lukas Cranach aus der ehemaligen Wallfahrtskirche auf dem Kapellenberg, und trägt die Figuren der Heiligen Florian und Donatus.
Die Orgel mit 14 Registern und 2 Manualen baute Franz Strommer 1907. Es gibt ein Harmonium von Peter Titz um 1875. Eine Glocke nennt Lorenz Selner 1679.

## Grabdenkmäler
Außen
- In einer hohen rundbogigen Langhausnische ein ehemaliger barocker Grabstein 1679 mit einer Erlöserfigur über einer Wappenkartusche von Puttenköpfen gerahmt.
- Im Kirchhof befinden sich barocke Grabsteine 1733 und 1767.